# Dudleya viscida
Dudleya viscida là một loài thực vật có hoa trong họ Crassulaceae. Loài này được (S.Watson) Moran miêu tả khoa học đầu tiên năm 1943.